# Irene Montrucchio
Irene Montrucchio Beaus, née le 7 octobre 1991 à Barcelone, est une nageuse synchronisée espagnole.

## Carrière
Irene Montrucchio remporte aux Jeux olympiques de 2012 à Londres la médaille de bronze par équipes avec Andrea Fuentes, Ona Carbonell, Clara Basiana, Alba María Cabello, Thais Henríquez, Margalida Crespí, Paula Klamburg et Laia Pons.